# Prievaly
Prievaly és un poble i municipi d'Eslovàquia que es troba a la regió de Trnava, a l'oest del país. El 2023 tenia 933 habitants.

## Història
La primera menció escrita de la vila es remunta al 1439.

## Demografia
| Godina             | 1994 | 2004   | 2014   | 2024   |
| ------------------ | ---- | ------ | ------ | ------ |
| Nombre de persones | 927  | 906    | 996    | 941    |
| Diferència         |      | −2,26% | +9,93% | −5,52% |

| Godina             | 2023 | 2024   |
| ------------------ | ---- | ------ |
| Nombre de persones | 933  | 941    |
| Diferència         |      | +0,85% |